# Idalus metacrinis
Idalus metacrinis là một loài bướm đêm thuộc phân họ Arctiinae, họ Erebidae.